# NGC 7730
NGC 7730 (другие обозначения — PGC 72094, ESO 606-2, MCG -4-55-22, IRAS23381-2047) — галактика в созвездии Водолей.
Этот объект входит в число перечисленных в оригинальной редакции «Нового общего каталога».